# Huta Franz
Huta Franz − huta cynku założona w 1818 roku w Bogucicach (obecnej dzielnicy Katowic). Została wybudowana na obszarze dworskim należącym do Franza von Wincklera. W 1860 roku nastąpiło połączenie z pobliską hutą Fanny, a kompleks nosił nazwę Fanny-Franz. Huta zakończyła działalność w 1903 roku. Zabudowania huty Franz stały do lat 60. XX wieku. Obecnie w tym miejscu znajduje się hala widowiskowo-sportowa Spodek.